# اسنوشو (ویرجینیای غربی)
اسنوشو (به انگلیسی: Snowshoe) یک منطقهٔ مسکونی در ایالات متحده آمریکا است که در شهرستان پوکاهانتس، ویرجینیای غربی واقع شده‌است. اسنوشو ۱۶۳ نفر جمعیت دارد و ۱٬۴۷۸ متر بالاتر از سطح دریا واقع شده‌است.